# Chia (gudinna)
Chia var en gudinna i colombiansk mytologi, hustru till den höge guden Bochica.

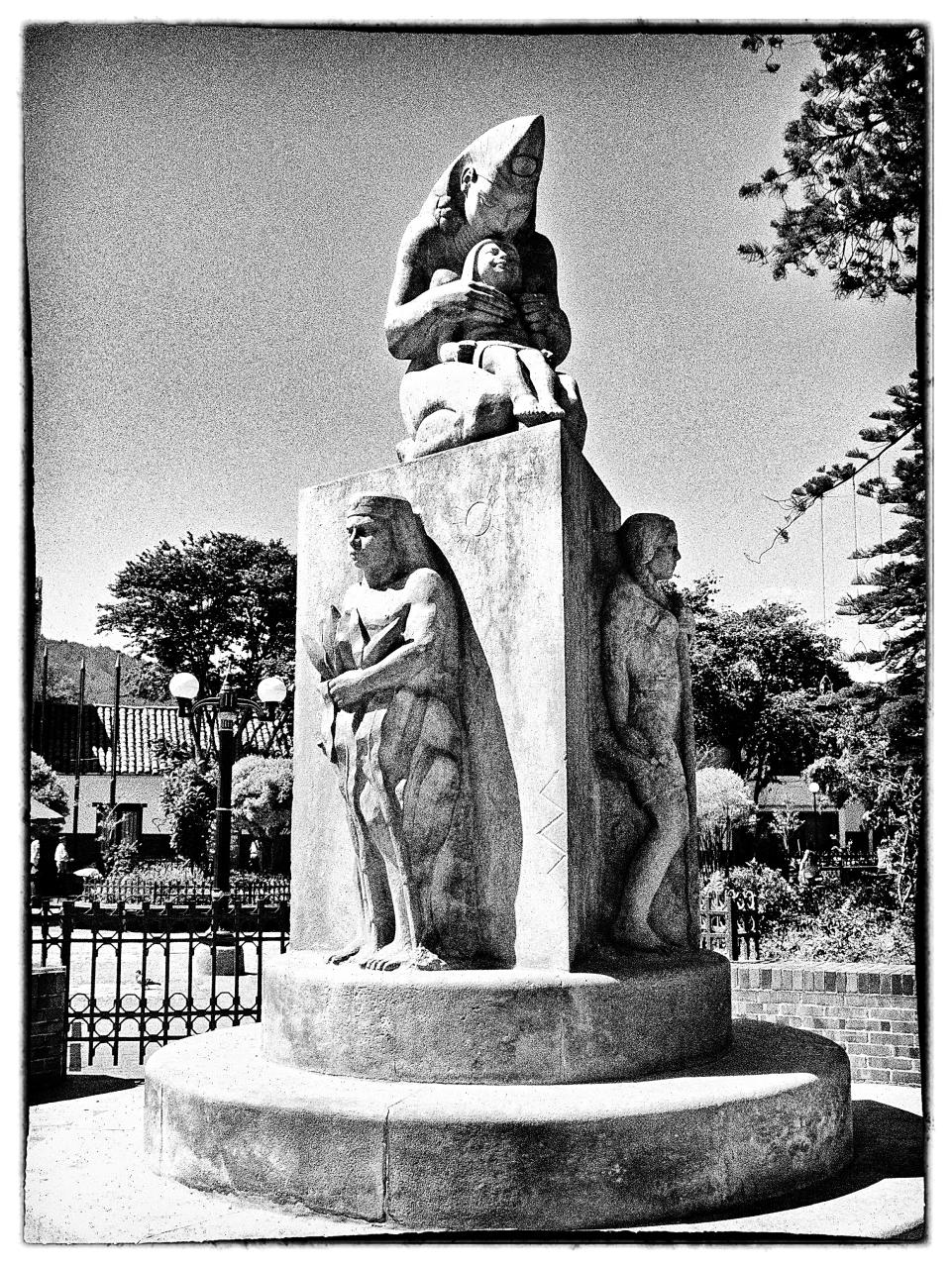
Staty av Chia i staden med samma namn.

Chia motarbetade sin makes ingripanden i världsordningen och han förvandlade henne därför till månen. Chia förknippas också med den stora stormflod som Bochica räddade mänskligheten från.